# Иван Стамов
Вижте пояснителната страница за други личности с името Стамов.
Иван Димитров Стамов с псевдоним Мирчо е деец на Българската комунистическа партия и на Вътрешната македонска революционна организация (обединена).

## Биография
Роден е през 1898 или на 4 януари 1903 година в голямото българско сярско село Горно Броди, тогава в Османската империя. Семейството му емигрира в България и се установява в Пловдив.
Работи като тютюноработник. Става член на БКП през 1939 г. и на ВМРО (обединена). Участва в синдикалното движение в Пловдив (1929 – 1944). В периода 1941 – 1944 година е ятак на комунистическите партизани. На 19 юни 1944 година става партизанин в бригада „Георги Димитров“. Интендант е в щаба на Втора Пловдивска въстаническа оперативна зона.
След Деветосептемврийското въстание от 1944 г. работи в Градския комитет на БКП в Пловдив. Оставя спомени.